# 伊戈尔·德尼索夫
伊戈尔·弗拉基米罗维奇·杰尼索夫（俄語：Игорь Владимирович Денисов，Igor Vladimirovič Denisov，1984年5月17日—）是一名俄羅斯足球運動員，擔任中場。
杰尼索夫助辛尼特在2008年歐洲足協盃決賽擊敗流浪者，進了該場首個進球，最終以2-0擊敗對手奪冠。
雖然杰尼索夫在國內聯賽表現出色，但2008年歐洲國家盃賽前他拒絕了入選國家隊的25人名單。
2019年5月29日，他通过律师宣布退役。

## 榮譽
辛尼特
- 俄羅斯超級聯賽：1次
  - 2007年
- 俄羅斯超級盃：1次
  - 2008年
- 歐洲足協盃：1次
  - 2008年
- 歐洲超級盃：1次
  - 2008年

## 外部連結
- 辛尼特官網 丹尼索夫檔案